# Wiktar Sierada
Wiktar Sierada (ur. 29 czerwca 1991) – białoruski zapaśnik startujący w stylu wolnym. Zajął dziewiąte miejsce na mistrzostwach Europy w 2016. Ósmy w Pucharze Świata w 2012 roku.